# Evangelische Kirche (Eisemroth)

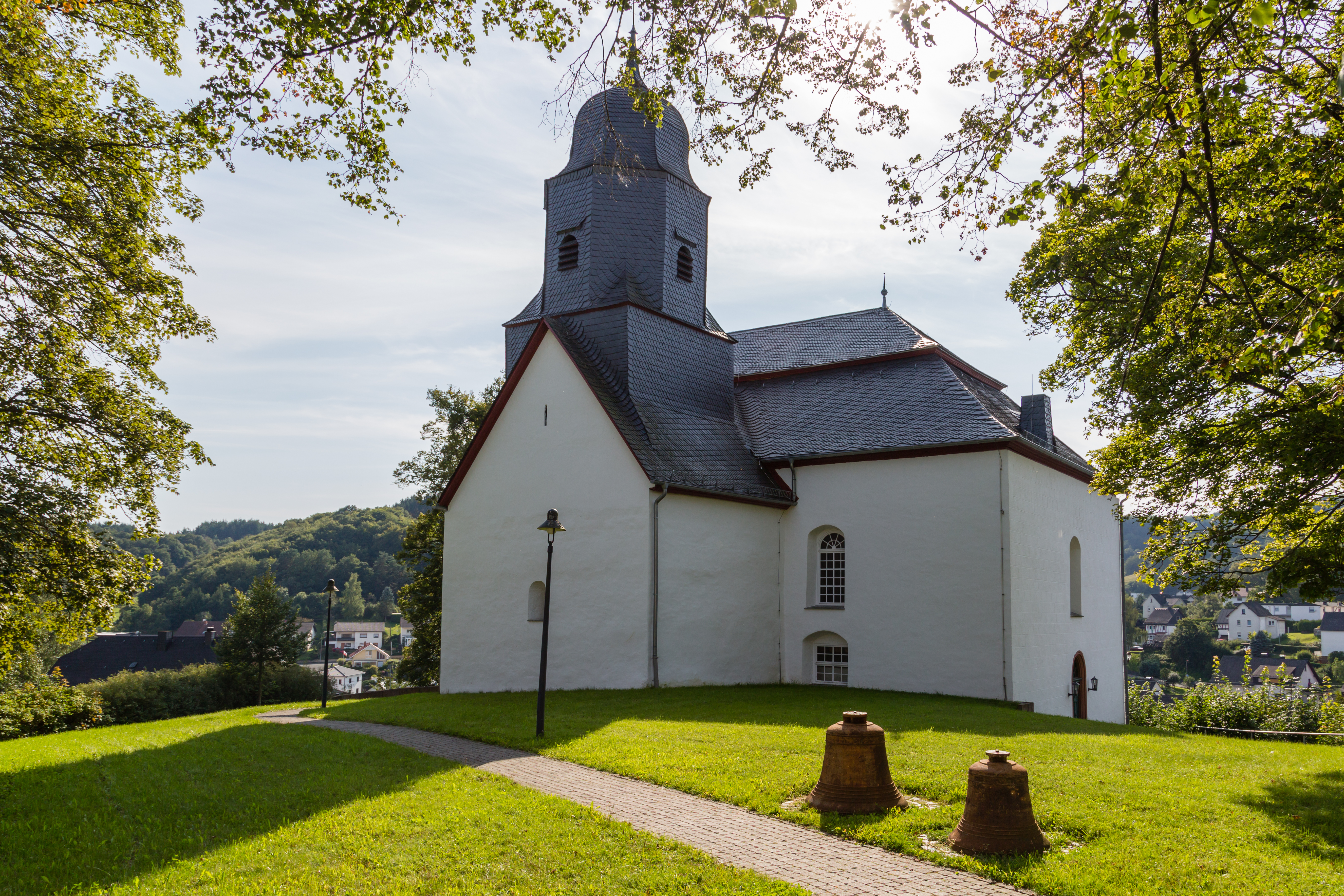
Evangelische Kirche Eisemroth

Die Evangelische Kirche Eisemroth ist ein denkmalgeschütztes Kirchengebäude, das in Eisemroth steht, einem Ortsteil der Gemeinde Siegbach im Lahn-Dill-Kreis (Hessen). Die Kirche gehört zur Kirchengemeinde Siegbach im Dekanat an der Dill der Propstei Nord-Nassau der Evangelischen Kirche in Hessen und Nassau.

## Beschreibung
Bereits um 950 wurde eine kleine Kapelle erbaut, die 1434 zu einer kleinen Kirche erweitert wurde. In den Jahren von 1724 bis 1726 wurde die Kirche erneut umgebaut und nach Westen um eine Querkirche erweitert. Über dem ehemaligen Chor erhebt sich heute der Chorturm. Ihm wurde ein achteckiges Geschoss aufgesetzt, das mit einer glockenförmigen Haube bekrönt wird. Die Kirchenglocke stammt aus dem 13. Jahrhundert. Das Kirchenschiff ist mit einem Mansarddach bedeckt. 
Der Innenraum hat Emporen an allen vier Seiten, im Osten ist sie von dem Chorbogen durchbrochen. Der Chor ist mit einem Kuppelgewölbe überspannt. Die Orgel mit elf Registern, einem Manual und einem Pedal wurde 1835 von Daniel Raßmann gebaut. 1950/51 wurde sie auf die gegenüberliegende Empore versetzt.